# Liste der Kulturdenkmäler in Brücken (bei Birkenfeld)
In der Liste der Kulturdenkmäler in Brücken sind alle Kulturdenkmäler der rheinland-pfälzischen Ortsgemeinde Brücken einschließlich des Ortsteils Traunen aufgeführt. Grundlage ist die Denkmalliste des Landes Rheinland-Pfalz (Stand: 12. Juni 2023).

## Einzeldenkmäler
| Bezeichnung    | Lage                               | Baujahr                            | Beschreibung | Bild            |
| -------------- | ---------------------------------- | ---------------------------------- | --- | --------------- |
| Hofanlage      | An der Warth 2 Lage                | zweite Hälfte des 19. Jahrhunderts | Streckhof, teilweise Fachwerk, teilweise Schieferbehang, zweite Hälfte des 19. Jahrhunderts, im Kern eventuell älter                                                   | BW              |
| Hofanlage      | Apfelbüscherstraße 2 Lage          | um 1870                            | Streckhof; eingeschossiger Wohntrakt mit Kniestock, überwiegend Fachwerk; zweigeschossige Ökonomie, teilweise Fachwerk, Wohnräume wohl jünger, um 1870                 | BW              |
| Schmiede       | Apfelbüscherstraße, in Nr. 6a Lage |                                    | im Westteil des ehemaligen Handwerkerhauses Werkstattraum mit kompletter Inneneinrichtung                                                                              | BW              |
| Schwesternhaus | Trierer Straße 19 Lage             | 1913                               | zeittypischer Satteldachbau, Zwerchhaus, 1913 | BW              |
| Schulhaus      | Trierer Straße 46 Lage             | 1848                               | ehemalige Schule; siebenachsiger klassizistischer Putzbau mit Dachreiter, 1848                                                                                         | Fotos hochladen |
| Wohnhaus       | Trierer Straße 53 Lage             | vor 1914                           | Wohnhaus mit vielgliedriger Dachlandschaft, vor 1914 | BW              |
| Brunnen        | Traunen, Brunnenstraße Lage        | 1890                               | Doppelbrunnen mit zwei gusseisernen Trögen, bezeichnet 1890, eventuell aus der Asbacherhütte                                                                           | BW              |
| Quereinhaus    | Traunen, Brunnenstraße 9 Lage      | 1821                               | Quereinhaus, bezeichnet 1821; klassizistische Garteneinfriedung, um 1820                                                                                               | BW              |
| Fettigs Mühle  | Traunen, Römerweg 5 Lage           | 1856                               | Komplex aus zwei Wohnbauten: westlicher mit Scheunentrakt bezeichnet 1856, zwei Reihen Lüftungsgauben, östlicher mit teilweise erhaltener Mühleneinrichtung; Wasserrad | BW              |